# Länsstyrelsen i Jönköpings län
Länsstyrelsen i Jönköpings län är en statlig myndighet med kansli i Jönköping. Länsstyrelsen ansvarar för den statliga förvaltningen i länet, och har flera olika mål gällande regional utveckling. Länsstyrelsen i Jönköpings län har cirka 250 anställda.
Länsstyrelsens chef är landshövdingen, som utses av Sveriges regering.

## Bildgalleri

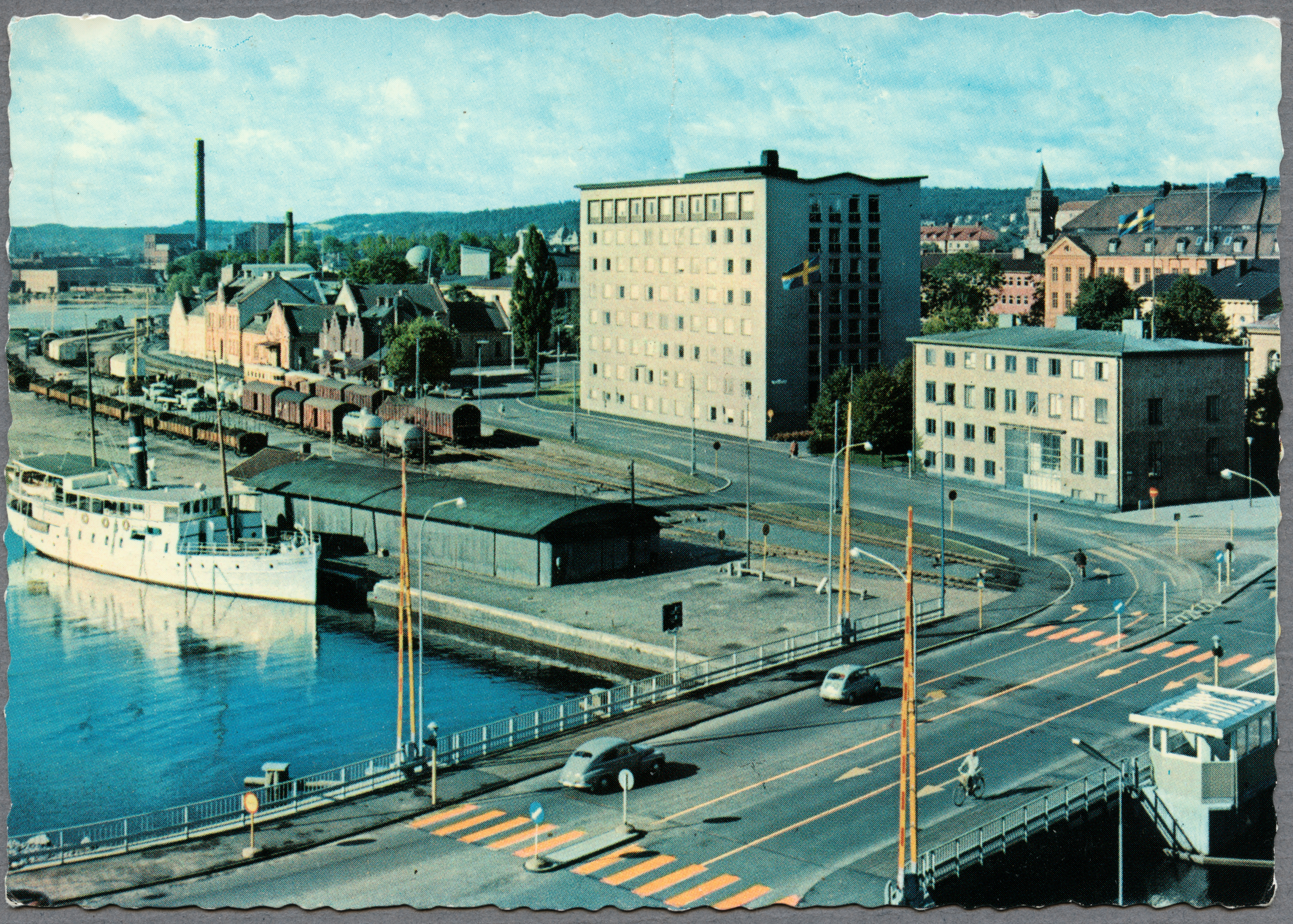
Landsstatshuset vid Slottsbron, 1961. Till höger om landstatshuset ligger Lantmäterikontoret. Fartyget är M/S Stjernorp